# Честта на фамилията Прици
„Честта на фамилията Прици“ (на английски: Prizzi's Honor) е американска черна комедия от 1985 година. Режисьор на филма е Джон Хюстън, музиката на Джакомо Пучини и Джоакино Росини е адаптирана от Алекс Норт.

## Сюжет
Професионална наемна убийца и наследник на италианската мафиотска фамилия Прици се влюбват и женят. Покрай всички мафиотски игри се оказва, че двамата са наети взаимно да се убият. Накрая дългът към фамилията на единия и алчността на другия надделяват над любовта.

## В ролите
| Актьор            | Роля                        |
| ----------------- | --------------------------- |
| Джак Никълсън     | Чарли Партана               |
| Катлийн Търнър    | Айрин Уокер                 |
| Анжелика Хюстън   | Мейроуз Прици               |
| Уилям Хики        | дон Корадо Прици            |
| Робърт Лоджия     | Едуардо Прици               |
| Джон Рандолф      | Анджело (Поп) Партана       |
| Лий Ричардсън     | Доминик Прици               |
| Майкъл Ломбард    | Росарио (Финлей) от Филанга |
| Си Си Ейч Паундър | Пичис Алтамон               |
| Стенли Тучи       | Войник                      |

## Награди и Номинации
Филмът получава „Оскар“, БАФТА и 4 Златни глобуса.